# Sarothrias crowsoni
Sarothrias crowsoni  (лат.) — вид мелких жуков рода Sarothrias из семейства Якобсонииды (Jacobsoniidae). Эндемик Сабаха.

## Распространение
Юго-Восточная Азия, Малайзия, Сабах.

## Описание
Очень мелкие жуки, которые имеют длину около 2 мм (от 2,05 до 2,25 мм), желтовато-коричневого цвета. Максимальная ширина 0,75 мм. Бока пронотума с 2-3 чешуевидными щетинками. 2-й членик усиков вдвое длиннее 3-го. Надкрылья матовые.
Формула лапок 3-3-3, булава усиков 3-члениковая.
Вид Sarothrias crowsoni Löbl & Burckhardt, 1988 был впервые описан в 1988 году швейцарскими энтомологами Иваном Лёблом (Ivan von Löbl) и Даниелем Буркхардтом (Daniel Burckhardt, Женева, Швейцария), а его валидный статус подтверждён в ходе ревизии, проведённой в 2015 году китайскими энтомологами (Wen-Xuan Bi, Шанхай; Chang-Chin Chen, Tianjin New Wei San Industrial Company, Limited, Tianjin; Mei-Ying Lin, National Zoological Museum of China, Пекин, Китай).